# Escalon
Escalon város az USA Kalifornia államában, San Joaquin megyében. Lakosainak száma 7472 fő (2020. április 1.).

## Népesség
A település népességének változása:
| Lakosok száma | 1763 | 7132 | 7266 | 7472 |
|               | 1960 | 2010 | 2012 | 2020 |